# Дампьер (Кальвадос)
Дампье́р (фр. Dampierre) — коммуна во Франции, находится в регионе Нижняя Нормандия. Департамент коммуны — Кальвадос. Входит в состав кантона Оне-сюр-Одон. Округ коммуны — Вир.
Код INSEE коммуны — 14217.

## Население
Население коммуны на 2010 год составляло 118 человек.
| 1962 | 1968 | 1975 | 1982 | 1990 | 1999 | 2010 |
| ---- | ---- | ---- | ---- | ---- | ---- | ---- |
| 234  | 200  | 169  | 173  | 136  | 121  | 118  |

## Экономика
В 2010 году среди 79 человек трудоспособного возраста (15—64 лет) 61 были экономически активными, 18 — неактивными (показатель активности — 77,2 %, в 1999 году было 61,0 %). Из 61 активных жителей работали 58 человек (33 мужчины и 25 женщин), безработных было 3 (0 мужчин и 3 женщины). Среди 18 неактивных 3 человека были учениками ли студентами, 10 — пенсионерами, 5 были неактивными по другим причинам.